# HOXB9
HOXB9‏ (Homeobox B9) هوَ بروتين يُشَفر بواسطة جين HOXB9 في الإنسان.
HOXB9 هو جين ينتمي إلى عائلة جينات الـ homeobox، والتي تشفر عوامل نسخ تلعب دورًا حاسمًا في تنظيم التعبير الجيني أثناء التطور الجنيني. يُعتبر HOXB9 جزءًا من مجموعة جينات HOXB الموجودة على الكروموسوم 17 في البشر.

## الوظيفة
يُنتج جين HOXB9 بروتينًا يحتوي على نطاق ربط للـ DNA يُعرف بـ homeodomain، مما يمكّنه من العمل كعامل نسخ ينظم التعبير الجيني المتعلق بتكاثر الخلايا وتمايزها. زيادة التعبير عن هذا الجين تم ربطها ببعض حالات اللوكيميا وسرطان البروستاتا وسرطان الرئة.

## التفاعلات
أظهرت الدراسات أن HOXB9 يتفاعل مع البروتينات BTG1 وBTG2، مما يعزز من نشاطه كعامل نسخ.